# Inga caudata
Inga caudata é uma espécie vegetal da família Fabaceae.
Árvore conhecida através de uma coleção botânica que foi coletada no rio Maturacá, na região amazônica, próximo do Pico da Neblina na fronteira entre a Venezuela e o Brasil.